# Talent (måleenhed)
 For alternative betydninger, se Talent (flertydig). (Se også artikler, som begynder med Talent)
Talent er en gammel måleenhed for massen af antikkens ædelmetaller guld og sølv. Efter traditionen var en talent lig 60 mine.
Efter traditionen blev enheden indført af Solon i Athen omkring år 600 fvt, og var tidligere udbredt i hele Mellemøsten. I antikkens Hellas var en talent lig 60 pund eller 6000 drakmer.
Enheden talent er brugt i Det gamle testamente som mål for guld og sølv og svarer til omkring 34,2 kilogram. Det findes tilsvarende forskellige udregninger for de bibelske mål, og værdierne kan ikke fastsættes helt nøjagtig.
Talent blev også regnet for en møntenhed med værdi svarende til massen i guld eller sølv. En talent rent guld eller elektron, som består af 80% guld, ville i vores tids penge have haft en værdi på flere millioner kroner[kilde mangler] og en talent sølv ville svare til hundreder tusind kroner[kilde mangler].